# NEVER FXXKIN' MIND THE RULES
「NEVER FXXKIN' MIND THE RULES」（ネヴァー・ファッキン・マインド・ザ・ルールズ）は、2011年4月6日に発売されたMAN WITH A MISSIONのシングル。

## 概要
インディーズで発売した唯一のシングルで、「におうにく=臭う肉」の語呂合わせの2029枚限定で発売された。完売したため入手困難だが、収録曲の音源自体は全て何らかの形でアルバムに収録されている（後述の収録アルバム参照）。
表題曲の「NEVER FXXKIN' MIND THE RULES」は、テレビ神奈川『音楽缶♯』の2011年4月度のテーマソングに起用されていた。

## 収録曲
1. NEVER FXXKIN' MIND THE RULES
作詞・作曲：Jean-Ken Johnny
  - 歌詞・曲名ともに過激な表現が使われているため一部伏字で表記されている[4][注 1]。ボーカルは普通に歌われているが、PVでは該当部分にピー音が被せられている。
2. FLY AGAIN
作詞：Kamikaze Boy, Jean-Ken Johnny、作曲：Kamikaze Boy
  - 公式バンドスコアではKamikaze Boyが「FRY AGAIN（二度揚げ）デハナイ」とコメントしている[6]。
  - 2019年には「FLY AGAIN 2019」としてリメイクされ、シングル「Remember Me」に収録された[7]。
3. DON'T LOSE YOURSELF -FXXKIN' MIX-
作詞：Kamikaze Boy, Jean-Ken Johnn、作曲：Kamikaze Boy、リミックス：Stephane K.
  - 『WELCOME TO THE NEWWORLD』収録曲のリミックス[3]。

## 収録アルバム
NEVER FXXKIN' MIND THE RULES
- 『MAN WITH A MISSION』[8]

NEVER FXXKIN' MINDE THE RULES（Live Track）
- 『Trick or Treat e.p.』[9]

NEVER FXXKIN' MIND THE RULES（ENG Ver.）
- 『Beef Chicken Pork』[10]

FLY AGAIN
- 『MAN WITH A MISSION』[8]
- 『5 Years 5 Wolves 5 Souls』[11]

FLY AGAIN -Hero's Anthem-
- 『MAN WITH A "REMIX" MISSION』[12]

FLY AGAIN（remix）
- 『MAN WITH A "REMIX" MISSION』[12]

DON'T LOSE YOURSELF -FXXKIN' MIX-
- 『WELCOME TO THE NEWWORLD -standard edition-』[13]
- 『MAN WITH A "REMIX" MISSION』[12]